# Середньосхідне командування (Велика Британія)
Середньосхідне командування (англ. Middle East Command) — командування британської армії, створене в Єгипті напередодні Другої світової війни. Основна його роль полягала в управлінні британськими сухопутними військами та координації з відповідними військово-морськими та повітряними командуваннями для захисту інтересів Великої Британії на Середньому Сході та в Східному Середземномор'ї.
Під час Другої світової війни Середньосхідне командування здійснювало керівництво військовими операціями в Середземноморському басейні та на Близькому Сході. Після розгрому сил Осі в Західній пустелі в битві за Ель-Аламейн та висадки додаткових англо-американських сил під час операції «Смолоскип» управління визначеним компонентом сухопутних військ був переданий новоствореному штабу союзників у Середземномор'ї.

## Історія
У червні 1939 року в Каїрі через зростання напруженості в Європі британська армія заснувала Командування на Середньому Сході. Створення цього органу військового управління мало за мету заснування централізованої командної структури у воєнний час для трьох окремих армійських командувань, що базувалися в Середземноморському та Близькосхідному регіонах: Єгипті, Судані та Палестині/Трансйорданії. В мирний час командування здійснювало управління сухопутними військами, що базуються в межах Єгипту, Судану, Палестини, Трансйорданії та Кіпру. У воєнний час область відповідальності Командування розширювалася і включала Британський Сомаліленд, Аден, Ірак та узбережжя Перської затоки. У міру розповсюдження війни повноваження Середньосхідного командування поширювалися на подальші райони, включаючи Ефіопію, Еритрею, Лівію та Грецію.
Після 1945 року Середньосхідне командування було реформоване на сухопутні війська Середнього Сходу. Сухопутним військам Середнього Сходу підпорядковувалися сили в Лівії (25-та бронетанкова бригада, яка згодом була включена до складу 10-ї бронетанкової дивізії) до 1957 року, а також 1-ша, 3-тя піхотні дивізії, два бронетанкові полки та інші сили — в зоні Суецького каналу до початку 1950-х років.
У 1959 році Середньосхідне командування було розділене на два Командування, розділені Суецьким каналом. Дві частини — Британські війська на Аравійському півострові, з базуванням штабу в Адені, і рештки колишнього командування, яке базувалося на Кіпрі, і яке в 1961 році було перейменовано на Близькосхідне командування.
28 листопада 1967 року Середньосхідне командування було розформоване, а керівництво британськими військами в Перській затоці було передано штабу британських сил у Затоці, який базувався в Бахрейні.

## Командування

### Командувачі Середньосхідного командування
- генерал Арчибальд Вейвелл (28 липня 1939 — 4 липня 1941)
- генерал Клод Окінлек (5 липня 1941 — 14 листопад 1942)
- генерал Александер Гаролд (15 серпня 1942 — лютий 1943)
- генерал Генрі Мейтленд Вілсон (лютий 1943 — січень 1944)
- генерал Бернард Пейджет (січень 1944 — жовтень 1946)

### Командувачі сухопутних військ Середнього Сходу
- генерал Майлз Демпсі (1946—1947)
- генерал Джон Крокер (1947—1950)
- генерал Браян Робертсон (1950—1953)
- генерал Кемерон Ніколсон (1953)
- генерал Чарльз Кайтлі (1953—1957)
- генерал Джефрі Борн (1957—1958)
- лейтенант-генерал Роджер Боуер (1958—1960)
- генерал Річард Андерсон (1960—1963)

### Командир сухопутних військ Середнього Сходу
- майор-генерал Філіп Тауер (1963—1966)